# 診間裡的女人
《診間裡的女人》是中山醫學大學附設醫院婦產科主治醫師兼作家林靜儀所撰寫的長篇小說，《診間》一書真實呈現婦產科門診及病房裡的故事，且林靜儀也以一位女醫師的角度，從醫師養成之路和職場第一手觀察切入，省思社會大眾對性別的刻板印象，整本小說共列入二十七個婦產科個案，劇情曲折意外、激勵人心。
《診間裡的女人》2018年8月上市，由鏡文學出版。

## 外部連結
- 「診間裡的女人」的Facebook專頁
- 醫師轉戰立委 林靜儀籲女人「勇敢爭取人生想要的樣子」 （页面存档备份，存于）
- 【盧郁佳書評】為了尋求擁抱，就算地獄也好──《診間裡的女人》 （页面存档备份，存于）
- 【一鏡到底】舊愛只是一道疤 林靜儀專訪 （页面存档备份，存于）